# 住友信託銀行
住友信託銀行全名為「住友信託銀行股份有限公司」（日：住友信託銀行株式会社，すみともしんたくぎんこう、Sumitomo Trust & Banking Co., Ltd.），是一間日本的信託銀行，隸屬於住友集團，簡稱住信。2012年4月1日，住友信託銀行吸収合併中央三井信託銀行・中央三井資產信託銀行，改稱三井住友信託銀行。

## 特色
與四大超級銀行旗下的信託銀行不同，住信追求著獨自的路線。
在泡沫經濟爆破後的1999年3月，政府向住信投入2000億円，但在2004年1月完全清還，可見該行財務狀況健康。
雖然住信屬於三井集團，現在卻較少與三井住友銀行在人事上進行交流。但是，在1983年6月成立的住信信用卡股份有限公司（日：住信カード株式会社）中，三井住友金融集團（日：三井住友フィナンシャルグループ）之子公司三井住友信用卡股份有限公司（日：三井住友カード株式会社，舊稱住友信貸服務，日：住友クレジットサービス）卻曾出資5％。

## 沿革
- 1925年7月28日，住友信託銀行股份有限公司正式成立。
- 1948年8月，該行改名為富士信託銀行股份有限公司（日：富士信託銀行株式会社）
- 1949年5月，該行在東京證券交易所及大阪證券交易所上市，編號為8403。
- 1952年6月，該行再改名為住友信託銀行股份有限公司。
- 1998年，由於該行財務狀況健康，曾被政府要求與將要破產的日本長期信用銀行合併。
- 2004年4月28日，該行從住友銀行及大和證券集團股份有限總公司（日：株式会社大和証券グループ本社）取得住銀信託銀行股份有限公司（日：すみぎん信託銀行株式会社）及大和國際信託銀行股份有限公司（日：大和インターナショナル信託銀行株式会社）的全部股權，成為住信的子公司。
- 2000年8月1日，該行正式把住銀信託銀行及大和國際信託銀行合併入該行。

- 2009年7月30日住友信託銀行以756億日圓（7.95億美元）收購花旗集團持有的日興資產管理公司64％股權

住友信託也將從小股東收購股權，最終將以1,124億日圓（12﹒6億美元）收持有日興資產的98.55%股權，剩下的1.5％股權屬於員工配股計畫。
住友信託是日本最大的上市信託銀行﹐目前管理著26萬億日圓左右資產。
日興資產管理是日本第三大資產管理公司﹐管理著約9萬億日圓資產。
- 2009年11月6日住友信託銀行和中央三井信託集團將於2011年4月進行合併，成立新控股公司「三井住友信託控股（Chuo Mitsui Trust Holdings Inc.）」。並將成為日本最大的信託銀行和第五大銀行，兩家銀行計劃整合旗下的銀行業子公司，到2012年4月成立核心銀行業務子公司三井住友信託銀行（Sumitmo Mitsui Trust Bank Ltd.）。
- 2012年4月1日，住友信託銀行吸収合併中央三井信託銀行・中央三井資產信託銀行，改稱三井住友信託銀行。

## 外部連結
- 住友信託銀行